# Enicospilus simandrius
Enicospilus simandrius är en stekelart som beskrevs av Ian D. Gauld och Mitchell 1978. Enicospilus simandrius ingår i släktet Enicospilus och familjen brokparasitsteklar. Inga underarter finns listade i Catalogue of Life.